# Mislav Hodžić
Mons. dr. Mislav Hodžić (Kaštel Stari, 6. lipnja 1977.), hrvatski je katolički svećenik te prvi savjetnik apostolske nuncijature u Ruskoj Federaciji. Dolazi iz Splitsko-makarske nadbiskupije, a kao priznanje za njegovu službu Papa Franjo imenovao ga je 1. listopada 2013. kapelanom Njegove Svetosti čime je zaslužio titulu monsinjor.

## Životopis

### Rani život i obrazovanje
Osnovnoškolsko obrazovanje završio je u Kaštel Starom (1983.–1991.), a srednjoškolsko u Matematičko-informatičkom obrazovnom centru (MIOC) u Splitu (1991.–1995.).
Ušao je u Međubiskupijsko sjemenište u Splitu 1995. godine, a diplomirao je teologiju (baccalaureus) na Katoličkom bogoslovnom fakultetu Sveučilišta u Splitu 2002. godine. Od 2004. do 2009. pohađao je specijalistički studij fundamentalne teologije na Papinskom sveučilištu Gregoriana u Rimu, gdje je postigao licencijat s radom na temu Objava u Romana Guardinija (mentor o. Donath Herscik, DI) te doktorat s tezom pod naslovom Postanak vjere. Oblikovanje vjerničke svijesti između biti prepoznat i biti zahvalan (mentor o. Elmar Salmann, OSB). Od 2008. do 2010. pohađao je kolegije iz kanonskog prava i međunarodnog prava na Papinskom lateranskom sveučilištu.

## Svećenička služba
Zaređen je za svećenika 23. lipnja 2002. za Splitsko-makarsku nadbiskupiju. Nakon svećeničkog ređenja obnašao je službu župnog vikara u Konkatedralnoj župi sv. Petra apostola i bio je voditelj Ureda za pastoral mladih Splitsko-makarske nadbiskupije od 2002. do 2004. godine. Bio je suradnik u Državnom tajništvu Svete Stolice od 2005. do 2009. Nakon završenog dvogodišnjeg studija na Papinskoj crkvenoj akademiji (2008. – 2010.), 1. srpnja 2010. stupio je u diplomatsku službu Svete Stolice. Služio je u Apostolskim nuncijaturama u Paragvaju i Češkoj Republici. Papa Franjo imenovao ga je 1. listopada 2013. monsinjorom, s titulom Kapelan Njegove Svetosti kao priznanje za njegov predani svećenički rad i doprinos Crkvi.

### Službe i dužnosti
- Župni vikar u Konkatedralnoj župi sv. Petra apostola, Split (2002. - 2004.)
- Voditelj Ureda za pastoral mladih Splitsko-makarske nadbiskupije (2002.- 2004.)
- Suradnik u Državnom tajništvu Svete Stolice (2005. - 2009.)
- Diplomatska služba Svete Stolice (od 2010.)
  - Službenik u Apostolskoj nuncijaturi u Paragvaju
  - Službenik u Apostolskoj nuncijaturi u Češkoj Republici
  - Službenik u Državnom tajništvu, Odsjek za odnose s državama i međunarodnim organizacijama (nadležan za istočnu Aziju)
  - Prvi savjetnik u Apostolskoj nuncijaturi u Ruskoj Federaciji (od 1. srpnja 2023.)
- Kapelan Njegove Svetosti (od 2013.)

## Djela
- La Rivelazione in Romano Guardini (licencijatski rad), PUL, Rim.
- La genesi della fede. La formazione della coscienza credente tra essere riconosciuto ed essere riconoscente (doktorska disertacija), PUL, Rim.

## Nagrade i priznanja
- Titula Monsinjor - Kapelan Njegove Svetosti (2013.)

## Vanjske poveznice
- Die Apostolische Nachfolge, Das diplomatische Personal des Heiligen Stuhls (njem.)